# Lepidium pseudodidymum
Lepidium pseudodidymum là một loài thực vật có hoa trong họ Cải. Loài này được Thell. ex Druce mô tả khoa học đầu tiên năm 1914.